# بول وليامز (ملاكم)
بول وليامز (بالإنجليزية: Paul Williams)‏ مواليد 27 يوليو 1981 في أوغستا، جورجيا، الولايات المتحدة، هو ملاكم أمريكي يصنف ضمن فئة الوزن المتوسط. حقق بطولة منظمة الملاكمة العالمية.

## إحصائيات
خاض خلال مسيرته 43 نزالا، فاز في 41 وخسر في 2. فاز بالضربة القاضية في 27 نزالا.

## روابط خارجية
- بول وليامز على موقع بوكس ريك (الإنجليزية) (registration required)